# ロイガルヴァトン
ロイガルヴァトン (Laugarvatn、「温泉の湖」の意) はアイスランドにある湖、およびその湖畔にある集落の名。

## 概要
ロイガルヴァトンはアイスランド島南部にある。湖のロイガルヴァトンは付近にある別の湖アパヴァトンよりもかなり小さい。
観光地として「ゴールデン・サークル」の中に入っており、その中でも代表的な観光地として人気がある。集落には小さいが評判のよいホステルがある。ロイガルヴァトン沿岸はシンクヴェトリルやホイカダールル (Haukadalur) に向かおうとするときの通過点でもあり、印象的な火山地形が見られるコースである。湖は水面下で温水が湧き出ており、そういった場所（複数ある）では年間を通じて水泳を行うことができる。

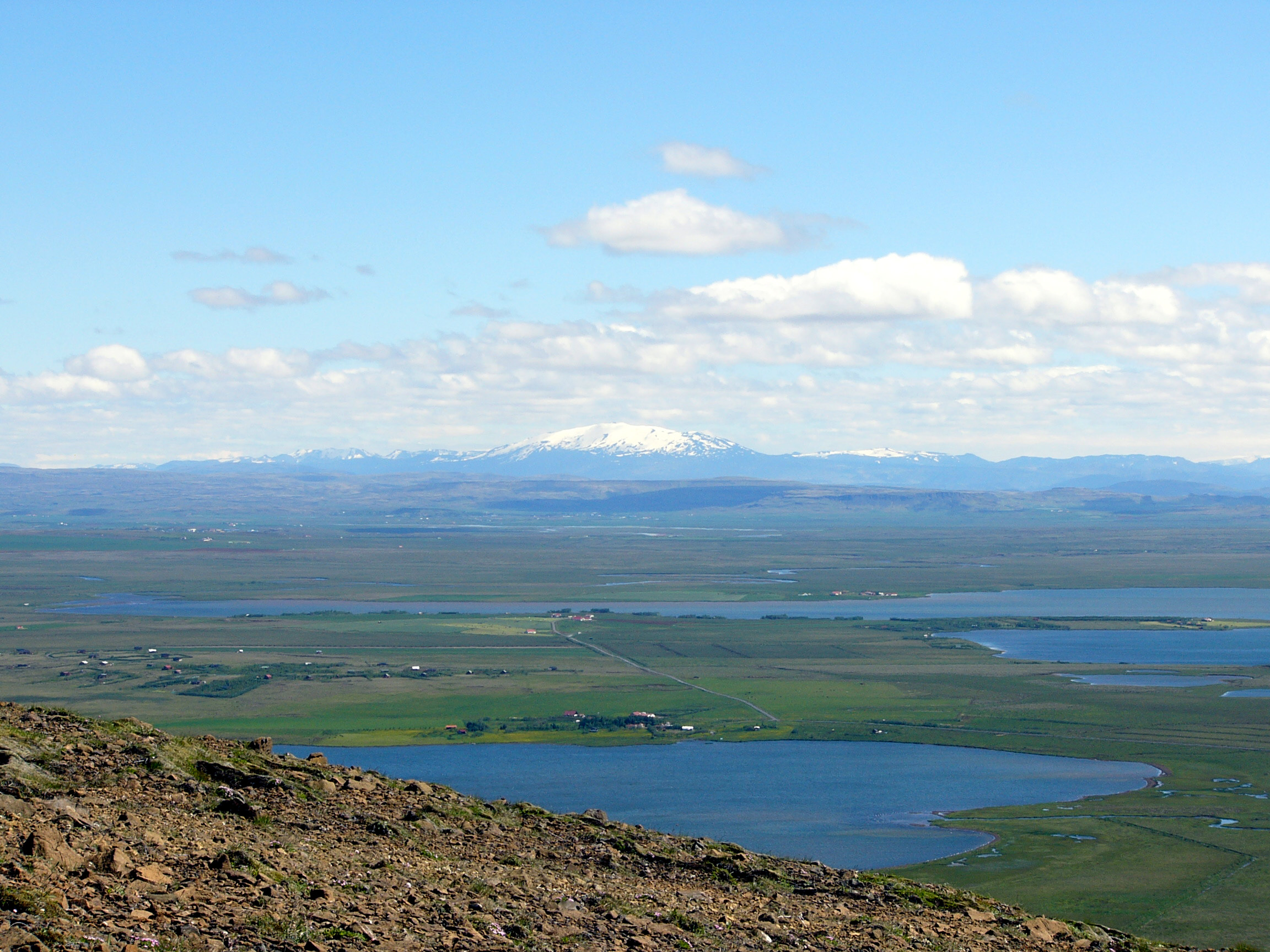
6月のロイガルヴァトンおよびアパヴァトン。奥にはヘクラが見える。(2004年)
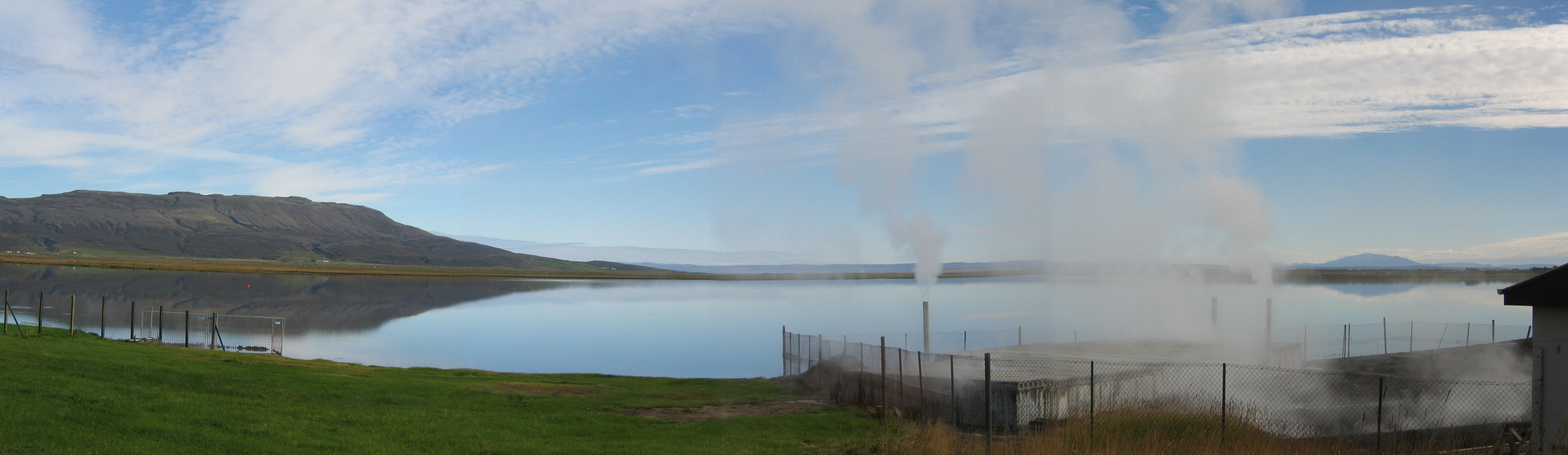
9月のロイガルヴァトン。(2006年)
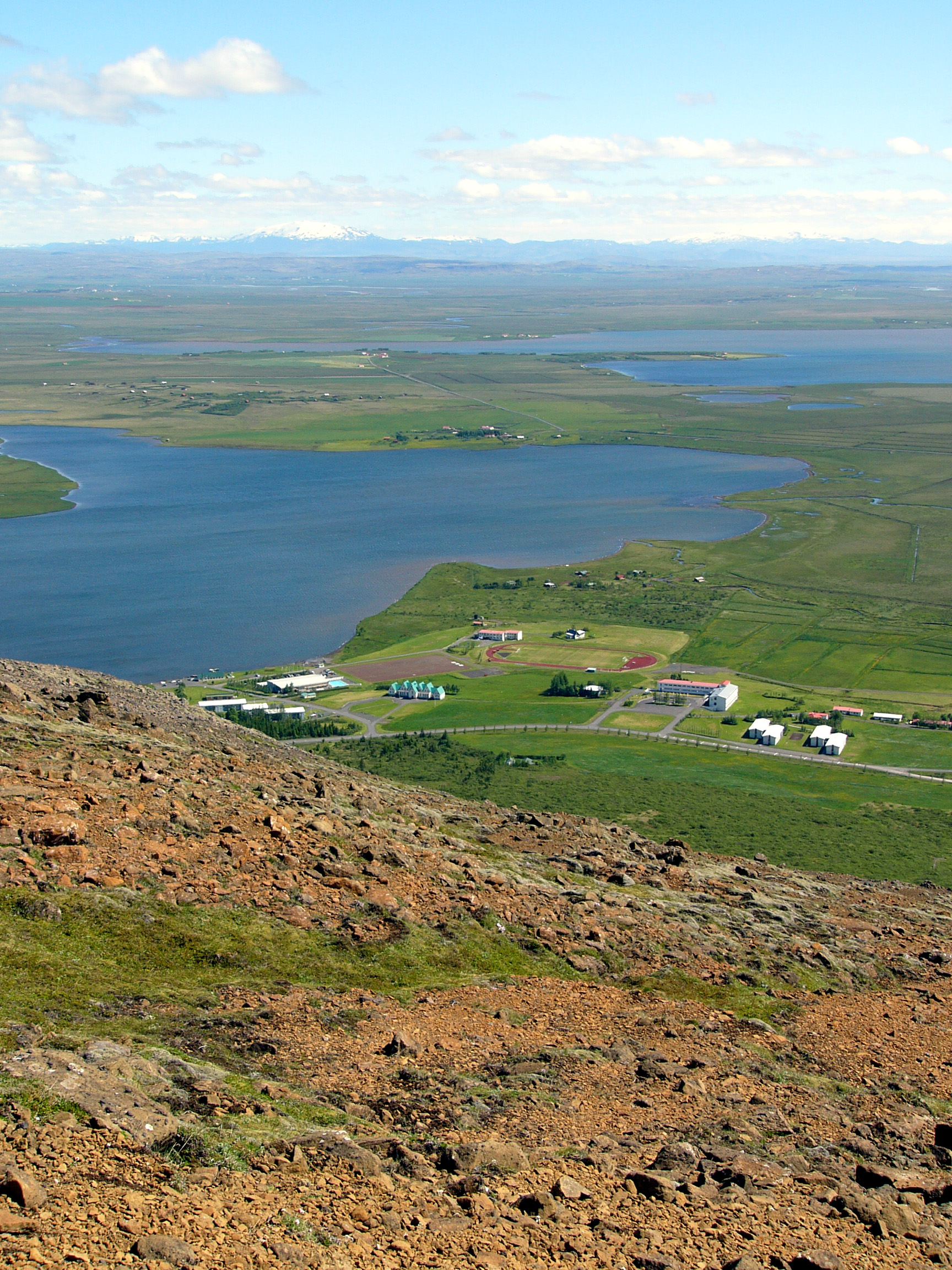
6月のロイガルヴァトンおよびアパヴァトン。湖と集落の両方が見える。(2004年)